# Белч-Гурни
Белч-Гурни (пол. Bełcz Górny) — село в Польщі, у гміні Вонсош Гуровського повіту Нижньосілезького воєводства.
Населення — 85 осіб (2011).

## Демографія
Демографічна структура станом на 31 березня 2011 року:
|          | Загалом | Допрацездатний вік | Працездатний вік | Постпрацездатний вік |
| -------- | ------- | ------------------ | ---------------- | -------------------- |
| Чоловіки | 39      | 14                 | 22               | 3                    |
| Жінки    | 46      | 14                 | 23               | 9                    |
| Разом    | 85      | 28                 | 45               | 12                   |